# EDC Paris Business School
Az EDC Paris Business School egy európai felsőoktatási intézmény, amely az üzleti tudományok terén nyújt posztgraduális képzést. Egy campusa van, La Défense-ban. 1950-ben alapították.
Az iskola programjai CGE, EPAS és UGEI hármas akkreditációval rendelkeznek. Az intézmény legismertebb végzősei közé olyan személyiségek tartoznak, mint Jean Todt francia sportvezető, a Nemzetközi Automobil Szövetség (FIA) elnöke.